# Željko Petrović
Pour les articles homonymes, voir Petrović.
Željko Petrović est un footballeur monténégrin, né le 13 novembre 1965 à Nikšić, ayant notamment participé à la Coupe du monde 1998 avec l'Équipe de Yougoslavie avant de devenir entraîneur.
Après la fin de sa carrière de joueur, il devient entraîneur.